# Hamburger Ratsmusik
Die Anfänge der Hamburger Ratsmusik reichen zurück bis ins 16. Jahrhundert. Nach dem Grundsatz „Gott zu Ehren und Hamburg zur Lust, Ergötzlichkeit und Nutz“ leistete sich die Stadt ein Ensemble von acht Ratsmusikern, das mit den fürstlichen Hofkapellen andernorts konkurrieren konnte. Seine Blüte erreichte das Ensemble im 17. und 18. Jahrhundert unter führenden Musikern wie William Brade, Georg Philipp Telemann und Carl Philipp Emanuel Bach.

## Geschichte
Die ältesten Dokumente über „Spellude“ in Hamburg finden sich um 1350. Ab dem Jahr 1522 werden die Spielleute in den Kämmerei-Rechnungen als festangestellte namentlich aufgeführt. Wie die Stadtpfeifer in anderen Reichsstädten auch, waren sie in einer Art Innung organisiert und unterstanden in Hamburg den Gesetzen der Wedde, einer Aufsichtsbehörde, und organisatorisch der Zunft der Ratskuchenbäcker. Ab 1533 war ihre Anzahl festgelegt auf „Eines Hochedlen Raths=Musikanten, an der Zahl acht“, und ihnen waren zwei Adjuncti oder Expectanten, Anwärter auf freiwerdende Stellen, zur Seite gestellt.
Zu ihren Aufgabenbereichen zählten die musikalische Umrahmung von Hochzeiten, Empfängen sowie Staatsbesuchen, und möglicherweise hatten sie – wie in anderen Hansestädten auch – bei Verkündung neuer Gesetze oder bei Visitationen der Grenzgebiete aufzuspielen. Daneben war die Kirchenmusik unter Leitung des Kantors und Kirchenmusikdirektors eine regelmäßige Verpflichtung. Ab 1660 kam mit der ersten öffentlichen Konzertreihe, dem Collegium Musicum, ein weiteres Podium dazu. Damit konnte in der Stadt zum ersten Mal professionelle Musik unabhängig von kirchlichen und anderen Amtshandlungen gehört werden. Nachdem Georg Philipp Telemann 1721 in Hamburg das Amt des Musikdirektors angetreten hatte, knüpfte er an diese Art der öffentlichen Konzerte an, auch sein Orchester bestand in erster Linie aus Ratsmusikern.
Das überlieferte instrumentale Repertoire der Hamburger Ratsmusik im 17. Jahrhundert ist gehaltvoll und stilistisch vielfältig. Anfangs prägten englische Musiker, die aus Glaubensgründen oder auf Suche nach Arbeit auf den Kontinent geflüchtet waren, die Instrumentalmusik der Ratsmusiker im Stile englischer Consortmusik für Gamben. In der zweiten Hälfte des Jahrhunderts nahmen italienische Einflüsse zu und die virtuose Sonate mit Violinen wurde zum festen Bestandteil des Repertoires.
Auch der Notendruck in Hamburg florierte im 17. Jahrhundert, die Stadt war ein bedeutender Umschlagplatz für Noten. Unter den Ratsmusikern waren etliche selbst als Komponisten tätig; ihre Sammlungen von gedruckter Instrumentalmusik waren überregional im Umlauf, an deutschen Hofkapellen, in den Niederlanden und bis in die Schweiz. Die frühesten dieser Sammlungen wurden 1607 und 1609 gedruckt und enthalten Werke englischer Komponisten wie John Dowland und William Brade, außerdem norddeutscher bzw. Hamburger Meister wie Jacob Praetorius, Johann Sommer und Johann Steffens.
Auch andernorts waren Gastspiele Hamburger Ratsmusiker geschätzt. Sowohl an den Hofkapellen norddeutscher Adliger als auch am Kopenhagener Hof von König Christian IV. warteten sie auf.
Mit der Etablierung der Oper am Gänsemarkt 1678 wurde die Kirche als musikalisches Zentrum abgelöst. Das traditionelle Zunftwesen war löste sich auf, das Stadtregiment wurde durch Streitigkeiten geschwächt. Die wirtschaftlichen Schwierigkeiten durch den Rückgang des Handels aufgrund der Kriege gegen Dänemark reduzierten die finanziellen Möglichkeiten der wohlhabenden Bürgerschaft, die Musik weiter zu unterstützen.
1789 kritisierte das „Collegium der Sechziger“, eine den Senat kontrollierende Instanz, die jährlich 132 Kirchenmusiken als zu kostspielig. Von den folgenden Sparmaßnahmen waren auch die Ratsmusiker betroffen und wurden nach ihrem Ausscheiden nicht mehr ersetzt. 1818 wurde mit Johann Gottlieb Schwencke der letzte Ratsmusiker pensioniert.

## Leiter
- 1608–1610/1613–1615 William Brade
- 1616–1621 Christian Hildebrand
- 1621–1665 Johann Schop
- 1665–1667 Samuel Peter Sidon
- 1667–1678 Dietrich Becker
- 1678–1682 Nicolaus Adam Strungk[1]
- 1682–1718 Friedrich Nicolaus Brauns
- 1718–1721 Hieronymus Oldenburg
- 1721–1768 Georg Philipp Telemann
- 1768–1789 Carl Philipp Emanuel Bach
- 1789–1822 Christian Friedrich Gottlieb Schwencke